# Postoliska (gromada)
Postoliska – dawna gromada, czyli najmniejsza jednostka podziału terytorialnego Polskiej Rzeczypospolitej Ludowej w latach 1954–1972.
Gromady, z gromadzkimi radami narodowymi (GRN) jako organami władzy najniższego stopnia na wsi, funkcjonowały od reformy reorganizującej administrację wiejską przeprowadzonej jesienią 1954 do momentu ich zniesienia z dniem 1 stycznia 1973, tym samym wypierając organizację gminną w latach 1954–1972.
Gromadę Postoliska z siedzibą GRN w Postoliskach utworzono – jako jedną z 8759 gromad na obszarze Polski – w powiecie wołomińskim w woj. warszawskim, na mocy uchwały nr VI/10/23/54 WRN w Warszawie z dnia 5 października 1954. W skład jednostki weszły obszary dotychczasowych gromad Chrzęsne, Dzięcioły, Jarzębia Łąka, Kury, Postoliska, Stryjki i Wólka Kozłowska oraz wieś Waganka z dotychczasowej gromady Brzezinów-Kostkowo ze zniesionej gminy Tłuszcz, a także obszar dotychczasowej gromady Wagoń ze zniesionej gminy Zabrodzie, w tymże powiecie. Dla gromady ustalono 27 członków gromadzkiej rady narodowej.
1 stycznia 1969 do gromady Postoliska włączono wieś Łysobyki z gromady Ostrówek w tymże powiecie.
Gromada przetrwała do końca 1972 roku, czyli do kolejnej reformy gminnej.